# Współczynnik gamma
Współczynnik gamma (γ) (gamma Goodmana i Kruskala) – miara siły i kierunku zależności pomiędzy dwiema zmiennymi porządkowymi. Współczynnik został zaproponowany przez statystyków Leo Goodmana i Williama Kruskala w cyklu artykułów opublikowanych w latach 1954–1972. Szczególnym przypadkiem współczynnika gamma jest współczynnik Q Yule’a.

## Definicja
Aby obliczyć współczynnik gamma na podstawie danych z próby, należy wyznaczyć dwie wartości:
- {\displaystyle n_{c}} – liczbę par zgodnych, czyli takich par obserwacji {\displaystyle (X_{1},Y_{1})} oraz {\displaystyle (X_{2},Y_{2})}, w których jeśli jedna zmienna ma większą wartość w jednej obserwacji, to druga zmienna również ma większą wartość w tej samej obserwacji;
- {\displaystyle n_{d}} – liczbę par niezgodnych, czyli takich par obserwacji, w których większej wartości jednej zmiennej w jednej obserwacji towarzyszy mniejsza wartość drugiej zmiennej.

Pary wiązane, czyli sytuacje, gdy w danej parze przynajmniej jedna ze zmiennych ma tę samą wartość w obu obserwacjach, są pomijane. 
Współczynnik gamma ma wtedy postać:
{\displaystyle G={\frac {n_{c}-n_{d}}{n_{c}+n_{d}}}\ .}
Statystykę tę można uważać za estymator największej wiarygodności wielkości teoretycznej {\displaystyle \gamma }, zdefiniowanej wzorem:
{\displaystyle \gamma ={\frac {P_{c}-P_{d}}{P_{c}+P_{d}}}\ ,}
gdzie Pc i Pd to prawdopodobieństwa, że wylosowana para obserwacji będzie odpowiednio zgodna lub niezgodna.
Testy i przedziały ufności dla statystyki gamma wykorzystują czasem fakt, że przekształcona według poniższego wzoru statystyka z próby: 
{\displaystyle t\approx G{\sqrt {\frac {n_{c}+n_{d}}{n(1-G^{2})}}}\ ,}
gdzie n jest liczbą oberwacji, a nie liczbą par ({\displaystyle n\neq n_{c}+n_{d}}), ma w przybliżeniu rozkładu t-Studenta.

## Przykład
Sposób obliczania współczynnik gamma: W tabeli podano rozkład zmiennej antysemityzm w grupie osób z różnym poziomem wykształcenia.
|                             | Wykształcenie podstawowe | Wykształcenie średnie | Wykształcenie wyższe |
| Niski poziom antysemityzmu  | 20                       | 40                    | 70                   |
| Średni poziom antysemityzmu | 50                       | 90                    | 40                   |
| Wysoki poziom antysemityzmu | 80                       | 30                    | 10                   |

Potrzebujemy dwóch wartości, żeby obliczyć współczynnik gamma: 1) liczby par, których uporządkowanie ze względu na obie zmienne jest zgodne (takie samo), 2) liczby par, których uporządkowanie ze względu na obie zmienne jest niezgodne (jest odwrotne). 
1. PARY ZGODNE: mnożymy liczebność każdej komórki w tabeli przez sumę liczebności wszystkich komórek znajdujących się "na prawo i w dół" od tej komórki. Następnie liczymy sumę wszystkich iloczynów.
20 x (90 + 30 + 40 + 10) + 40 x (40 + 10) + 50 x (30 + 10) + 90 x (10)= 3 400 + 2 000 + 2 000  + 900 = 8 300.
2. PARY NIEZGODNE: mnożymy liczebność każdej komórki w tabeli przez sumę liczebności wszystkich komórek znajdujących się "na lewo i w dół" od tej komórki. Następnie liczymy sumę wszystkich iloczynów. 
70 x (50 + 80 + 90 + 30) + 40 x (80 + 30) + 40 x (50 + 80) + 90 x (80) = 17 500 + 4 400 + 5 200 + 7 200 = 34 300.
3. Obliczamy wartość współczynnik gamma według wzoru: G = (zgodne - niezgodne):(zgodne + niezgodne).
G = (8 300 - 34 300):(8 300 + 34 300) = -0,61
Istnieje dosyć silny ujemny związek pomiędzy poziomem wykształcenia a poziomem antysemityzmu. Im osoba jest lepiej wykształcona, tym mniejszy jest jej poziom antysemityzmu.